# Протасов, Юрий Леонидович
Юрий Леонидович Протасов (род. 23 апреля 1984, Киев, Украинская ССР, СССР) — украинский раллийный гонщик, мастер спорта международного класса Украины, чемпион Украины по ралли 2008 года, вице-чемпион мира по ралли 2015 года в зачёте WRC 2, бронзовый призёр чемпионата мира по ралли 2013 года в зачёте WRC 2.

## Карьера

### Картинг
Юрий Протасов начал свою спортивную карьеру в 1994 году под руководством своего отца, украинского гонщика Леонида Протасова. Уже во втором сезоне он завоевал титул чемпиона Украины по картингу в классе «Пионер-А» (1995). Затем последовали аналогичные победы в чемпионатах Украины по картингу 1996 года (класс «Пионер-В»), 1997 года (классы «Популярный-юниор» и «ICA-юниор») и 1998 года (класс «Популярный-юниор»), а также «бронза» в чемпионате Украины по картингу 1998 года в классе «ICA-юниор».
Последним достижением Протасова в картинге стала «бронза» в международной картинговой гонке «Чайка-2001» (класс «ICA»).

### Кольцевые гонки
По окончании активных выступлений в картинге Протасов некоторое время пробовал свои силы в кольцевых гонках, выступив в 2000 году в кольцевой серии Formula Ford (класс автомобилей до 1998 года выпуска). По итогам сезона Протасов занял 14-е место в абсолютном зачёте серии и стал бронзовым призёром в своем классе.
В 2003 году Юрий Протасов принял участие в чемпионате Украины по кольцевым гонкам (класс А9) и занял в нём второе место. Годом позже пилот принял участие в тестовых заездах немецкой серии Formula Renault 2000, однако после этого принял решение сосредоточиться на своей карьере в ралли.

### Ралли

#### Чемпионат Украины по ралли
Раллийная карьера Протасова началась в 1999 году с выступлений в роли второго пилота (штурмана) в экипаже со своим отцом — Леонидом Протасовым. Первая же гонка принесла семейному тандему успех — победу в классе А9 на этапе Чемпионата Украины, ралли «Столица» (автомобиль ВАЗ-2108). Начиная со следующей гонки экипаж пересел на Ford Escort RS 2000, однако в оставшихся гонках сезона ему больше ни разу не удалось финишировать. На некоторое время Юрий Протасов переключил внимание на кольцевые гонки, однако в 2002 году возвратился в ралли уже в роли первого пилота. С тех пор единственным исключением стало ралли «Молдова» 2007 года, в котором Протасов выполнял роль штурмана в экипаже своего друга Алексея Яновского.
Первые шаги в профессиональном ралли Юрию Протасову помогли сделать друг его семьи, бизнесмен и энтузиаст автомобильного спорта Тарас Чернуха, который стал штурманом экипажа на четыре сезона. В этот период экипаж осваивался в дисциплине, планомерно меняя технику. За ВАЗ-2108 (сезон 2002 года) последовал Ford Escort RS 2000 (2003 год), затем Mitsubishi Lancer Evolution (2004 год) и наконец Subaru Impreza (2005 год). Именно на этом автомобиле экипаж добился наибольшего успеха в своей совместной карьере, выиграв в абсолютном зачёте Life Yalta Rally. Фактически, это стало крайней точкой совместных выступлений Протасова и Чернухи — по окончании 2005 года Тарас Чернуха завершил карьеру штурмана.

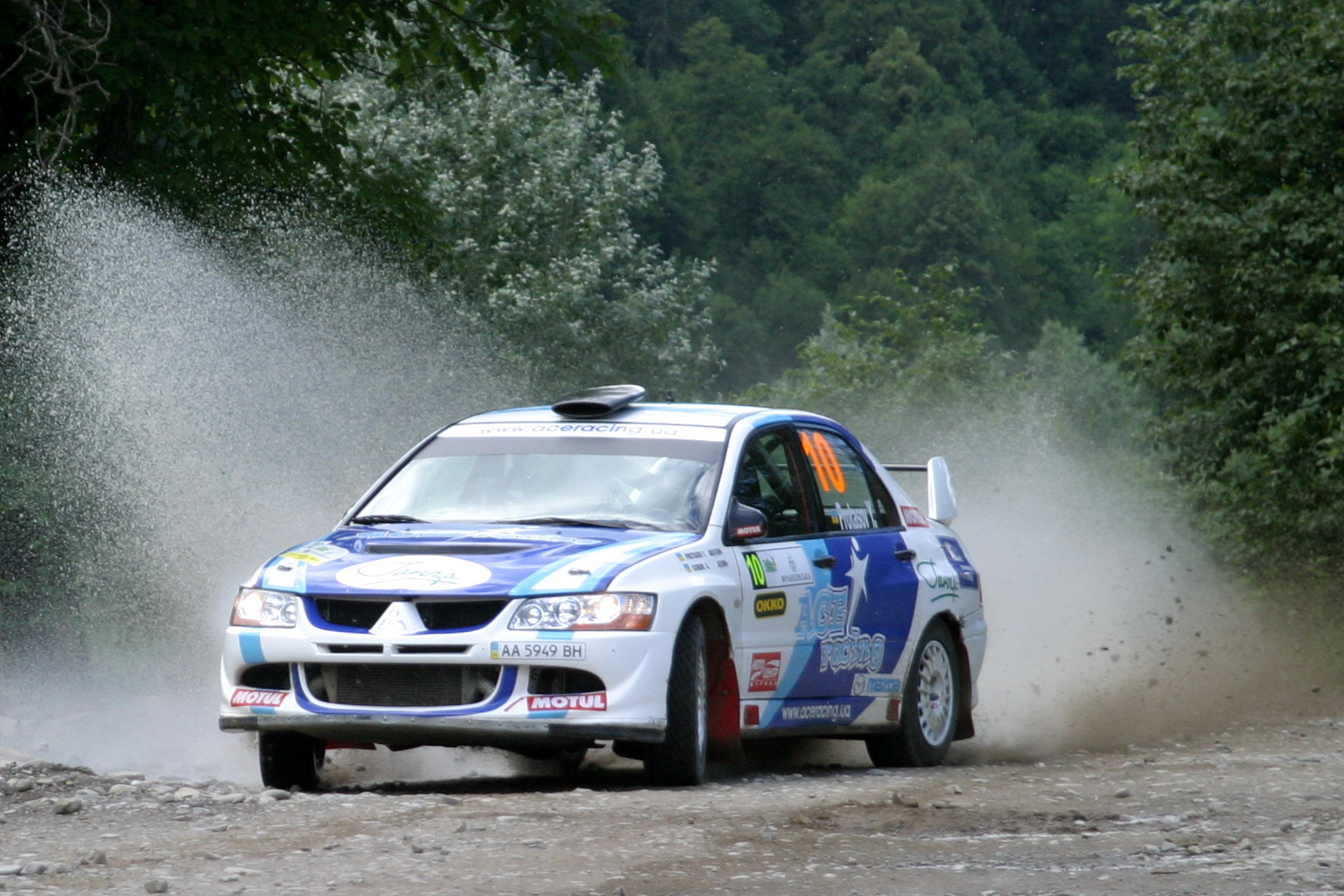
Экипаж Юрий Протасов — Александр Горбик, ралли «Трембита» 2007

В поисках нового напарника Протасов обратился к Александру Скочику, с которым без особого успеха провёл чемпионат Украины по ралли 2006 года. Однако для продолжения серьёзной карьеры необходим был более профессиональный напарник — и Протасов ангажировал Александра Горбика, бывшего штурмана своего главного конкурента, Александра Салюка-младшего. В упорной борьбе Протасов сначала добыл бронзовые награды чемпионата Украины 2007 года, а затем стал абсолютным чемпионом Украины по ралли 2008 года.
В тот же период началось плотное сотрудничество Протасова с командой Ace Racing, которая впоследствии реформировалась в команду Darnitsa Motorsport. Команда поставила перед пилотом высокие цели, поэтому после победы в национальном чемпионате выступления Юрия Протасова в украинских соревнованиях принимали исключительно эпизодический характер. С 2009 по 2013 год он стартовал дома лишь трижды, полностью посвящая все своё внимание выступлениям на международной арене.

#### Чемпионат Европы по ралли
Следующей ступенькой в карьере Протасова стал европейский раллийный чемпионат, в котором он дебютировал в июне 2008 года на ралли Rajd Polski. Проведя несколько гонок с украинцем Кириллом Несвитом и поляком Лукашем Вроньски, Протасов останавился на сотрудничестве с Адрианом Афтаназивом. Преодолев череду поломок и сходов с трассы, экипаж добился первой серьёзной международной победы, выиграв греческое Rally Elpa 2010 года. Итогом сезона стало 51 набранное очко и 10-е место в абсолютном зачёте чемпионата Европы.

#### Чемпионат мира по ралли
Начиная с 2011 года Юрий Протасов стал постоянным участником чемпионата мира по ралли. В сезоне 2011 года экипаж Протасова и Афтаназива провёл лишь три гонки, поднявшись при этом на подиум зачёта PWRC в Швеции. В 2012 году Протасов, вновь выступавший с Кириллом Несвитом, вёл борьбу за Трофей Субару, учреждённый бельгийской командой Symtech Racing. Призом за победу в Трофее, которая досталась Протасову, стало оплаченное командой выступление на пяти этапах чемпионата мира 2013 года на автомобиле Subaru Impreza.

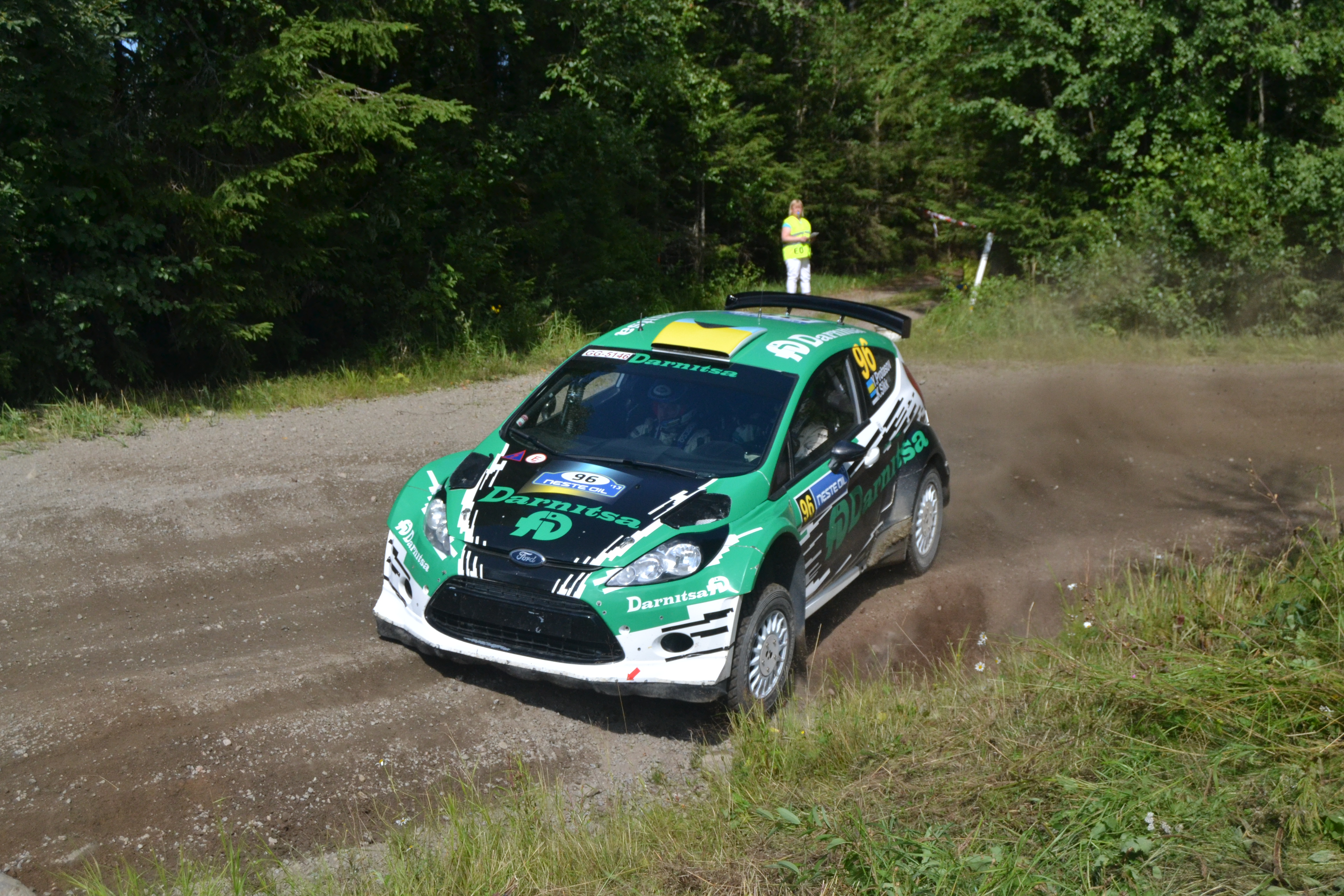
Экипаж Юрий Протасов — Кулдар Сикк, ралли Финляндии 2013

Использовав полученное право в первых пяти гонках чемпионата, Юрий Протасов и его очередной штурман, эстонец Кулдар Сикк, в середине сезона пересели на технику более высокого класса — Ford Fiesta RRC и Ford Fiesta R5. В зачёте чемпионата мира WRC 2 экипаж поднимался на подиум в трёх из семи зачётных гонок и завоевал бронзовые медали мирового чемпионата по итогам сезона.
2014 год Протасов вновь начал с новым штурманом — им стал украинец Павел Черепин. Благодаря победам в ралли Монте-Карло и ралли Мексики в сочетании с подиумами в Италии и Австралии экипаж сохранял место в тройке лидеров зачёта WRC 2 за один этап до конца сезона, однако на последнем этапе в Уэльсе соперники — Нассер Аль-Аттия и Яри Кетомаа — оттеснили Протасова на четвёртую позицию в итоговой турнирной таблице.
Сезон 2015 года Протасов и Черепин начали на совершенно новом для них автомобиле — Citroen DS3 WRC, подготовленном командой D-Max Racing. Дебютная гонка в Монте-Карло складывалась для спортсменов не лучшим образом, и уже на втором этапе в Швеции экипаж вернулся к более знакомому Ford Fiesta RS WRC. Шведская гонка принесла Юрию Протасову знаковый результат: показав на шестом спецучастке лучшее время в абсолютном зачёте, он стал первым украинским пилотом, которому удалось добиться такого достижения.
На следующих этапах чемпионата — ралли Мексики и Аргентины — Протасов и Черепин вновь возвратились к автомобилю Ford Fiesta RRC. В обоих случаях на их счету было абсолютное большинство выигранных спецучастков, уверенное лидерство в классе — и финиш вне призовой тройки, вызванный техническими проблемами (перегрев двигателя в Мексике и поломка подвески в Аргентине). Успех пришёл лишь на шестом этапе чемпионата в Италии, где экипажу удалось победить в зачёте WRC 2, опередив на 5,6 секунды местного гонщика Паоло Андреуччи. Воодушевлённый успехом, Протасов занял призовые места в Финляндии (3-й в зачёте WRC 2), Германии (3-й в классе RC2) и Австралии (2-й в зачёте WRC 2), установив таким образом рекордную для себя серию из четырёх подиумов подряд.
В двух оставшихся зачётных гонках Протасову и Черепину удалось набрать лишь 10 очков, полученных за пятое место в Каталонии. Однако и этого хватило, чтобы сезон 2015 года стал лучшим в карьере обоих спортсменов: по итогам года они стали вице-чемпионами мира по ралли в зачёте WRC 2.

## Результаты в чемпионате мира

### Зачет WRC
| Год  | Участник            | Автомобиль              | 1      | 2      | 3      | 4      | 5      | 6      | 7      | 8      | 9      | 10     | 11     | 12     | 13     | Поз. | Очки |
| ---- | ------------------- | ----------------------- | ------ | ------ | ------ | ------ | ------ | ------ | ------ | ------ | ------ | ------ | ------ | ------ | ------ | ---- | ---- |
| 2011 | Darnitsa Motorsport | Mitsubishi Lancer Evo X | SWE 19 | MEX    | POR Сх | JOR    | ITA    | ARG 19 | GRE    | FIN    | GER    | AUS    | FRA    | ESP    | GBR    | НК   | 0    |
| 2012 | Yuriy Protasov      | Subaru Impreza WRX STi  | MON    | SWE    | MEX    | POR 19 | ARG    | GRE 13 | NZL    |        | GER 26 | GBR    | FRA 41 | ITA 13 | ESP 28 | НК   | 0    |
| 2012 | Yuriy Protasov      | Citroën DS3 R3T         |        |        |        |        |        |        |        | FIN 46 |        |        |        |        |        | НК   | 0    |
| 2013 | Symtech Racing      | Subaru Impreza STi R4   | MON 12 | SWE 15 | MEX 18 | POR 21 | ARG 18 |        |        |        |        |        |        |        |        | НК   | 0    |
| 2013 | MM Motorsport       | Ford Fiesta RRC         |        |        |        |        |        | GRE 12 | ITA Сх | FIN 15 |        |        |        |        |        | НК   | 0    |
| 2013 | MM Motorsport       | Ford Fiesta R5          |        |        |        |        |        |        |        |        | GER 12 | AUS 11 | FRA    | ESP Сх | GBR Сх | НК   | 0    |
| 2014 | Darnitsa Motorsport | Ford Fiesta R5          | MON 10 | SWE 15 | MEX 10 | POR 31 |        |        |        | FIN 43 |        |        |        |        |        | 26-й | 2    |
| 2014 | Darnitsa Motorsport | Ford Fiesta RRC         |        |        |        |        | ARG Сх | ITA 13 | POL    |        |        | AUS 13 |        |        | GBR 20 | 26-й | 2    |
| 2014 | M-Sport WRT         | Ford Fiesta RS WRC      |        |        |        |        |        |        |        |        | GER 11 |        | FRA 16 | ESP 11 |        | 26-й | 2    |
| 2015 | D-Max Racing        | Citroen DS3 WRC         | MON 16 |        |        |        |        |        |        |        |        |        |        |        |        | 15-й | 8    |
| 2015 | Darnitsa Motorsport | Ford Fiesta RS WRC      |        | SWE 9  |        |        |        |        |        |        |        |        |        |        |        | 15-й | 8    |
| 2015 | Darnitsa Motorsport | Ford Fiesta RRC         |        |        | MEX 13 | ARG 13 | POR    | ITA 7  | POL    | FIN 13 |        | AUS 11 |        | ESP 14 | GBR 37 | 15-й | 8    |
| 2015 | Darnitsa Motorsport | Ford Fiesta R5          |        |        |        |        |        |        |        |        | GER 15 |        | FRA 20 |        |        | 15-й | 8    |

### Зачет PWRC
| Год  | Участник            | Автомобиль               | 1     | 2      | 3     | 4      | 5   | 6   | 7   | Поз. | Очки |
| ---- | ------------------- | ------------------------ | ----- | ------ | ----- | ------ | --- | --- | --- | ---- | ---- |
| 2011 | Darnitsa Motorsport | Mitsubishi Lancer Evo IX | SWE 2 | POR Сх | ARG 9 | FIN нс | AUS | ESP | GBR | НК†  | 0†   |

† Исключен из зачета

### Зачет WRC 2
| Год  | Участник            | Автомобиль            | 1     | 2     | 3     | 4      | 5      | 6     | 7      | 8     | 9   | 10    | 11  | 12    | 13     | Поз. | Очки |
| ---- | ------------------- | --------------------- | ----- | ----- | ----- | ------ | ------ | ----- | ------ | ----- | --- | ----- | --- | ----- | ------ | ---- | ---- |
| 2013 | Symtech Racing      | Subaru Impreza STi R4 | MON 3 | SWE 4 | MEX 5 | POR    | ARG 5  |       |        |       |     |       |     |       |        | 3-й  | 83   |
| 2013 | MM Motorsport       | Ford Fiesta RRC       |       |       |       |        |        | GRE 2 | ITA Сх | FIN   | GER |       |     |       |        | 3-й  | 83   |
| 2013 | MM Motorsport       | Ford Fiesta R5        |       |       |       |        |        |       |        |       |     | AUS 2 | FRA | ESP   | GBR    | 3-й  | 83   |
| 2014 | Darnitsa Motorsport | Ford Fiesta R5        | MON 1 | SWE 5 | MEX 1 | POR 14 |        |       |        |       |     |       |     |       |        | 4-й  | 90   |
| 2014 | Darnitsa Motorsport | Ford Fiesta RRC       |       |       |       |        | ARG Сх | ITA 3 | POL    | FIN   | GER | AUS 3 | FRA | ESP   | GBR    | 4-й  | 90   |
| 2015 | Darnitsa Motorsport | Ford Fiesta RRC       | MON   | SWE   | MEX 5 | ARG 4  | POR    | ITA 1 | POL    | FIN 3 | GER | AUS 2 | FRA | ESP 5 | GBR 13 | 2-й  | 90   |

| Пример       | Описание                                                           |
| ------------ | ------------------------------------------------------------------ |
| 1            | Победитель                                                         |
| 2            | Второе место                                                       |
| 3            | Третье место                                                       |
| 5            | Финишировал, заработав очки                                        |
| Сход         | Не финишировал, но при этом заработал очки                         |
| 12           | Финишировал, не получив очков                                      |
| НКЛ          | Финишировал, но не попал в финальную классификацию                 |
| 15           | Участвовал вне зачёта, либо по отдельной классификации             |
| 18           | Не финишировал, но попал в финальную классификацию                 |
| Сход         | Не финишировал                                                     |
| НКВ          | Не прошёл квалификацию                                             |
| НПКВ         | Не прошёл предквалификацию                                         |
| ДСК          | Дисквалифицирован                                                  |
| ИСК          | Исключён из протокола соревнований                                 |
| ТТ           | Заявлен для участия только в тренировках                           |
| НС           | Участвовал в квалификации, но не стартовал в гонке                 |
| Т            | Травмирован или болен                                              |
| ОТК          | Отказ от участия                                                   |
| НТР          | Прибыл на соревнования, но на трассу не выезжал                    |
| НПР          | Был заявлен в числе участников, но не прибыл к началу соревнований |
| О            | Соревнования отменены                                              |
|              | Не участвовал                                                      |
| Поул-позиция |                                                                    |
| Быстрый круг |                                                                    |

### Подиумы на этапах чемпионата мира
| #  | Ралли             | Сезон | Зачет     | Место | Штурман          | Автомобиль              |
| -- | ----------------- | ----- | --------- | ----- | ---------------- | ----------------------- |
| 1  | Ралли Швеции      | 2011  | PWRC      | 2     | Адриан Афтаназив | Mitsubishi Lancer Evo X |
| 2  | Ралли Португалии  | 2012  | Класс 3   | 1     | Кирилл Несвит    | Subaru Impreza STi      |
| 3  | Ралли Акрополис   | 2012  | Класс 3   | 1     | Кирилл Несвит    | Subaru Impreza STi      |
| 4  | Ралли Италии      | 2012  | Класс 3   | 1     | Кирилл Несвит    | Subaru Impreza STi      |
| 5  | Ралли Монте-Карло | 2013  | WRC 2     | 3     | Кулдар Сикк      | Subaru Impreza STi R4   |
| 6  | Ралли Мексики     | 2013  | Класс 2   | 2     | Кулдар Сикк      | Subaru Impreza STi R4   |
| 7  | Ралли Аргентины   | 2013  | Класс 2   | 3     | Кулдар Сикк      | Subaru Impreza STi R4   |
| 8  | Ралли Акрополис   | 2013  | WRC 2     | 2     | Кулдар Сикк      | Subaru Impreza STi R4   |
| 9  | Ралли Австралии   | 2013  | WRC 2     | 2     | Кулдар Сикк      | Ford Fiesta R5          |
| 10 | Ралли Монте-Карло | 2014  | WRC 2     | 1     | Павел Черепин    | Ford Fiesta R5          |
| 11 | Ралли Мексики     | 2014  | WRC 2     | 1     | Павел Черепин    | Ford Fiesta R5          |
| 12 | Ралли Италии      | 2014  | WRC 2     | 3     | Павел Черепин    | Ford Fiesta RRC         |
| 13 | Ралли Австралии   | 2014  | WRC 2     | 3     | Павел Черепин    | Ford Fiesta RRC         |
| 14 | Ралли Италии      | 2015  | WRC 2     | 1     | Павел Черепин    | Ford Fiesta RRC         |
| 15 | Ралли Финляндии   | 2015  | WRC 2     | 3     | Павел Черепин    | Ford Fiesta RRC         |
| 16 | Ралли Германии    | 2015  | Класс RC2 | 3     | Павел Черепин    | Ford Fiesta R5          |
| 17 | Ралли Австралии   | 2015  | WRC 2     | 2     | Павел Черепин    | Ford Fiesta RRC         |